# Amblyrhynchus cristatus
L'iguana marina (Amblyrhynchus cristatus Bell, 1825) è un sauro della famiglia Iguanidae, endemico delle isole Galapagos, a circa 970 km ad ovest dell'Ecuador. È l'unica specie nota del genere Amblyrhynchus.
È unica per il suo modo di vivere, essendo la sola vera lucertola marina. I racconti dei più antichi visitatori delle Galapagos testimoniano sul suo repellente aspetto. Un racconto la descrive come caratterizzata dall'apparenza più orripilante che si possa immaginare, e lo stesso autore, un capitano della Marina Reale inglese, riferisce che, «in ragione di questa sua disgustosa apparenza, nessuno a bordo riuscì a servirsene come cibo». Le iguane marine crescono fino a 1,2 m di lunghezza. Esse hanno un muso ottuso, corpo pesante, zampe dall'aspetto goffo, con dita lunghe ed una cresta che corre dal collo alla coda. La coda, lateralmente appiattita, è usata per nuotare. La maggior parte delle iguane marine è di color nero o grigio assai scuro, ma nell'Isola di Hood, nella parte meridionale dell'arcipelago delle Galapagos, il loro corpo è variegato di nero, arancio e rosso, e le zampe anteriori e la cresta sono verdi.

## Biologia

### Comportamento
Al di fuori della stagione riproduttiva, quando non sono impegnate a nutrirsi in mare, le iguane marine si raccolgono in gruppi serrati, talvolta addirittura l'una sopra l'altra. Giacciono sulle distese di lava, che sono una caratteristica predominante, ma non piacevole, delle Galapagos. Durante le ore più calde del giorno, cercano rifugio sotto i massi, nei crepacci o all'ombra delle rizoforee. All'inizio della stagione riproduttiva, i maschi delimitano dei piccoli territori, così piccoli che un'iguana può trovarsi sulla sommità di un masso, mentre un'altra giace ai piedi del masso. Occasionalmente, si accendono dei combattimenti, ma le dispute sono in genere risolte con esibizioni. Un'iguana maschio minaccia un intruso sollevandosi sulle robuste zampe e dondolando la sua testa tenendo la bocca aperta, per mostrare una mucosa rossa. Se ciò non induce l'intruso a desistere, il possessore del territorio si fa avanti ed ha luogo un combattimento. I due si oppongono spingendosi con le loro teste ossute, finché uno dei due non cede e si ritira.
Mentre le iguane marine si godono il sole, grossi granchi rossi passano e ripassano sopra di esse, soffermandosi di tanto in tanto pizzicandone e tirandone la pelle. Le iguane non se la prendono per questo, e con buona ragione, poiché i granchi non fanno altro che asportare le zecche dalla loro pelle. I fringuelli di Darwin si prodigano pure nello stesso servizio.

### Alimentazione
Quando la marea scende, le iguane marine si portano in acqua e mangiano le alghe rimaste allo scoperto sulla spiaggia e sulla scogliera. Si avvinghiano alle rocce con i loro unghioni affilati, in modo da non esser trascinate via dalla risacca. Mangiano poi sulle rocce strappando i filamenti di alghe, tenendoli saldamente ai lati della bocca e agitandosi per tirarli via. Ogni tanto, si fermano per inghiottire e riposarsi. Alcune iguane marine nuotano al largo oltre la risacca e si tuffano per cibarsi sul fondo marino. Vi sono segnalazioni di iguane che si sono cibate a profondità di 10,5 m, ma di solito si soffermano a circa 4,5 m. Ciascun tuffo si prolunga per circa 10 minuti, ma esse sono in grado di rimanere immerse molto più a lungo. Quando Darwin, con la nave Beagle, visitò le Galapagos, notò che un marinaio tentava di affogare un'iguana immergendola con un grosso peso. Ma, tirata di nuovo alla superficie un'ora dopo, ci si rese conto che era ancora viva.
Le iguane marine, di norma, non mangiano che alghe marine. Eccezioni insolite sono le iguane marine dimoranti nella casa di Carl Angermeyer. Egli le aveva addestrate ad accorrere ad un suo fischio e a lasciarsi nutrire con carne di capra cruda, riso e farina d'avena. Certe volte mangiano anche le alghe che ci sono nel fondo del mare.

### Riproduzione
Quando i maschi hanno determinato i loro territori, le femmine li raggiungono. Esse sono libere di trasferirsi da un territorio all'altro, ma i maschi raccolgono velocemente un harem attorno a loro e l'accoppiamento ha luogo senza l'interferenza di altri maschi.
Quando i maschi abbandonano i loro territori, le femmine si radunano sulle spiagge su cui nidificano. Vi è competizione per i luoghi di nidificazione e talvolta si accendono dei combattimenti. Ciascuna femmina scava, con tutti e quattro i piedi, una galleria di 60 cm nella sabbia. Talvolta rimane intrappolata ed uccisa quando il tetto crolla o quando una vicina scava pure a troppo breve distanza.
Vengono deposte solo due o tre uova, bianche, dalle dimensioni di 8 cm × 4,5 cm circa. Successivamente, l'iguana femmina riempie e camuffa la galleria. Quando le uova schiudono, dopo circa 110 giorni, emergono delle iguane lunghe circa 23 cm.
Oltre all'uomo, i nemici principali delle iguane marine adulte sono i pescecani; ma le iguane, di solito, si tengono in prossimità della riva, dove i pescecani generalmente non si spingono. Le giovani iguane sono catturate da: aironi, serpenti delle Galapagos, gabbiani e falchi delle Galapagos e persino da gatti.

### Termoregolazione
Durante la sua permanenza nelle Galapagos, Darwin si rese conto che le iguane marine non si lasciavano spingere in mare. Infatti, preferivano lasciarsi catturare piuttosto che inoltrarsi nel mare. E, se gettate in acqua, esse raggiungevano precipitosamente la riva abbarbicandosi dovunque fosse loro possibile. Siffatto comportamento è perlomeno sorprendente per un animale acquatico, giacché la maggior parte degli animali che abitualmente nuotano, come le foche e le tartarughe, se minacciati, cercano salvezza in mare. Darwin avanzò l'ipotesi che l'iguana marina si comportava in così strano modo perché, a terra, non aveva nemici naturali, mentre in mare si sentiva facile preda dei pescecani. Se così fosse, significherebbe che le iguane marine dovrebbero essere piuttosto affamate per spingersi in acqua in cerca di nutrimento. Un'altra spiegazione è stata avanzata di recente. Mentre sono esposte al sole, le iguane marine regolano la loro temperatura corporea entro limiti variabili da 35 a 36 °C. La temperatura delle acque del mare, attorno alle Galapagos, fa registrare, per chi ne sta fuori, una differenza di meno di 10 °C. Si comprende quindi che le iguane marine siano riluttanti a rifugiarsi in mare, dove risentirebbero di un siffatto abbassamento improvviso di temperatura.

## Galleria d'immagini

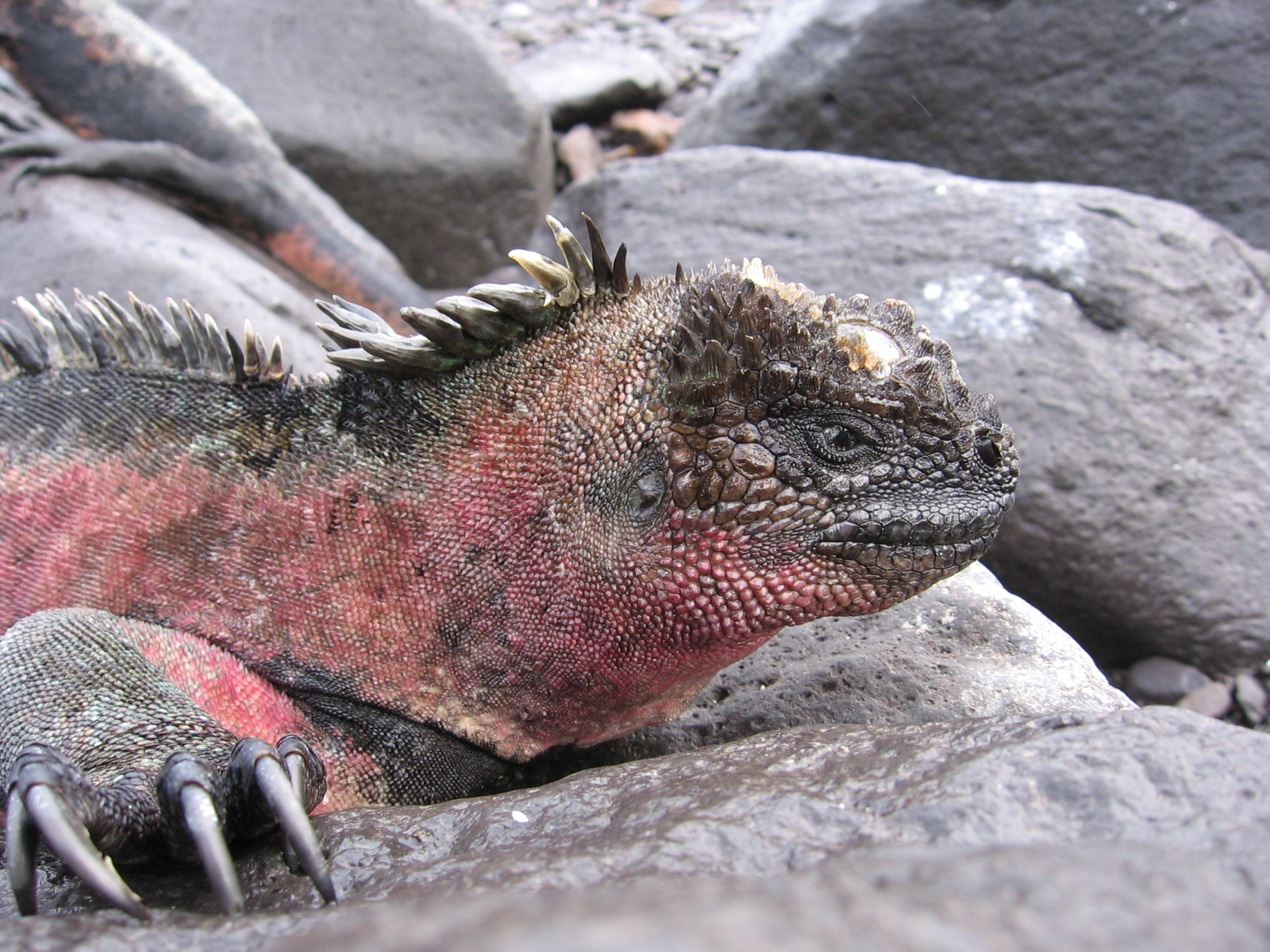
Un variopinto maschio adulto di iguana su Fernandina.
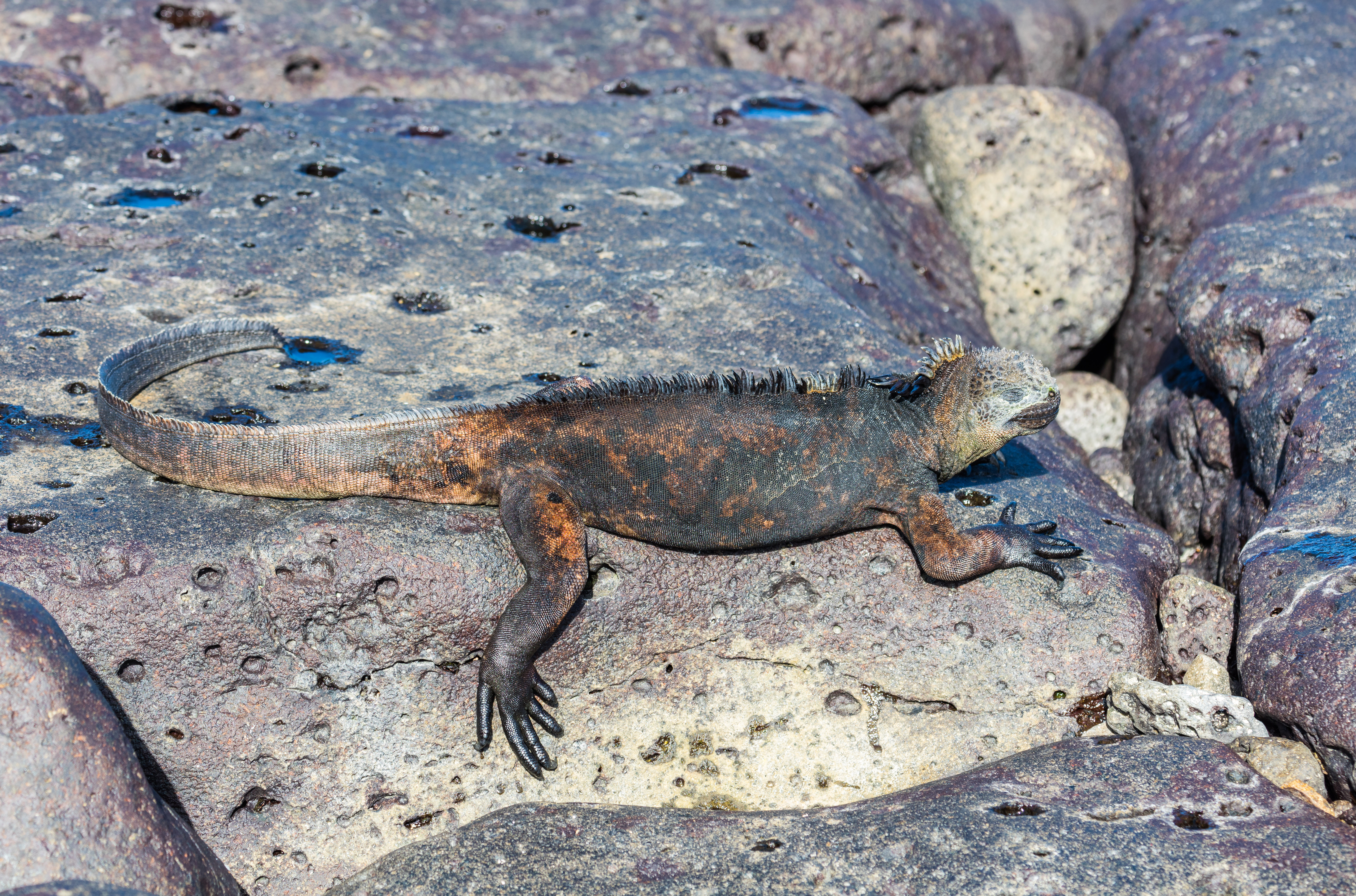
Iguana marina, isole Galapagos
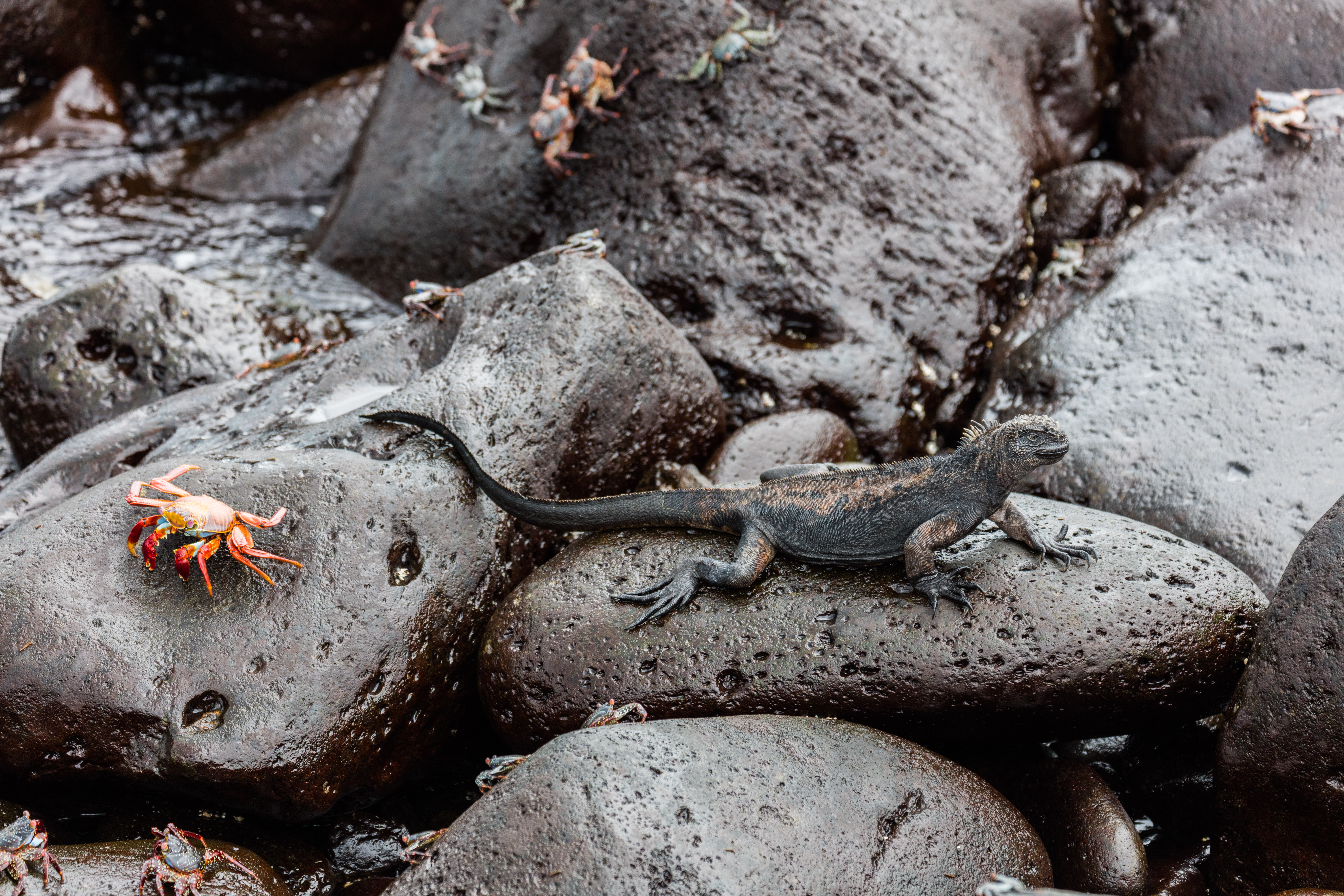
Iguana marina, isole Galapagos
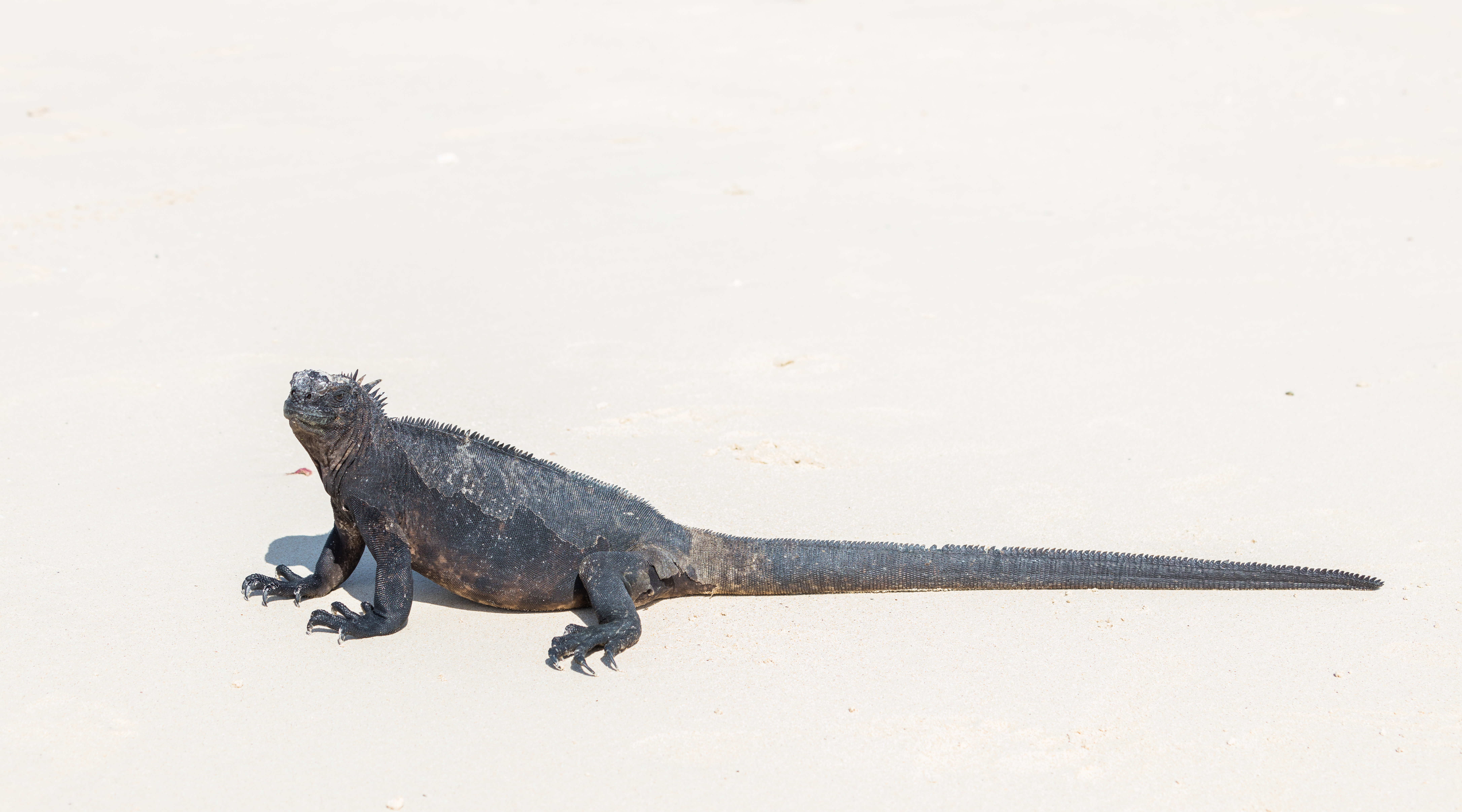
Iguane marine, isola Santa Cruz, Galápagos
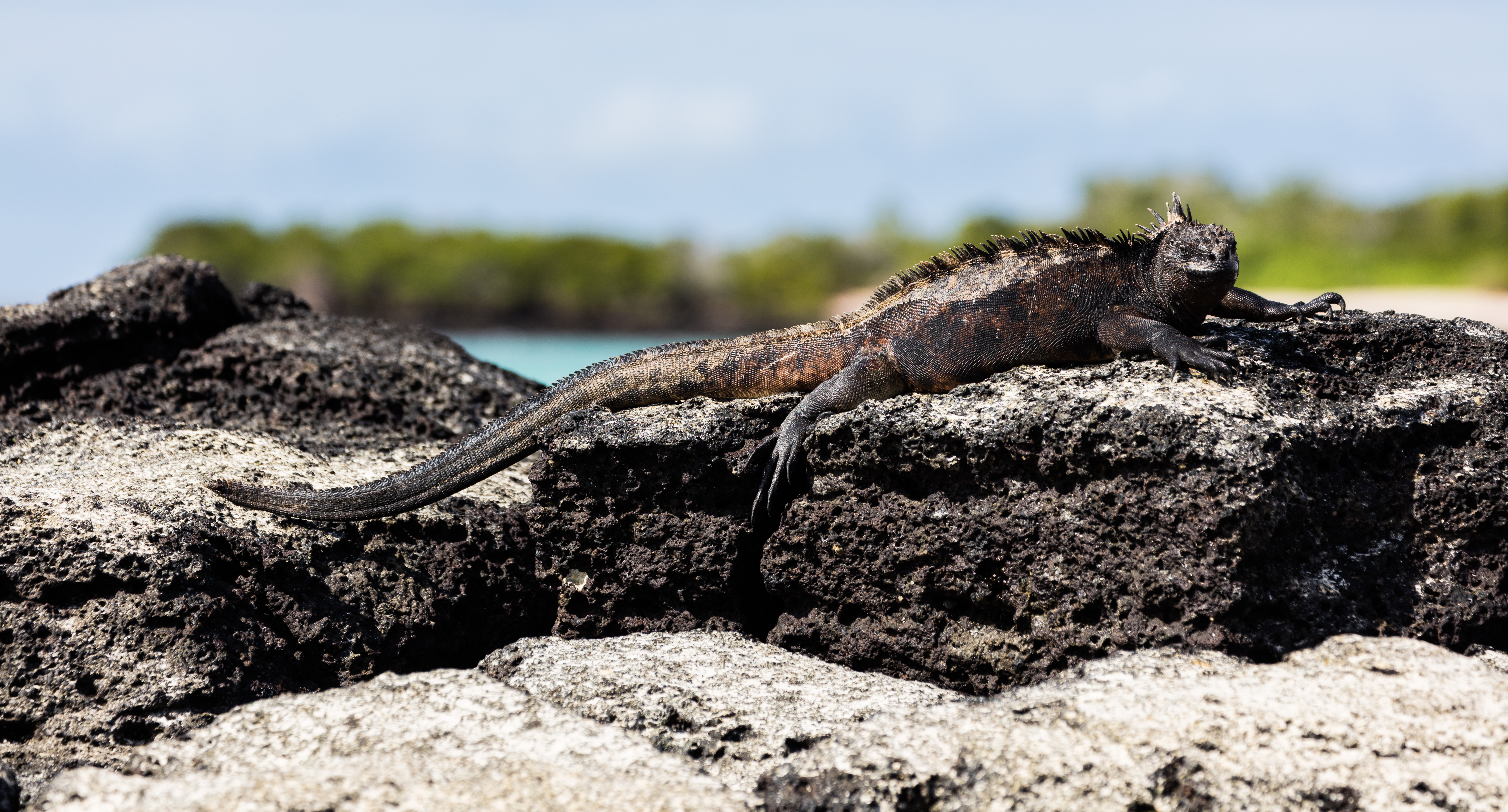
Iguana sulla roccia, isola Santa Cruz
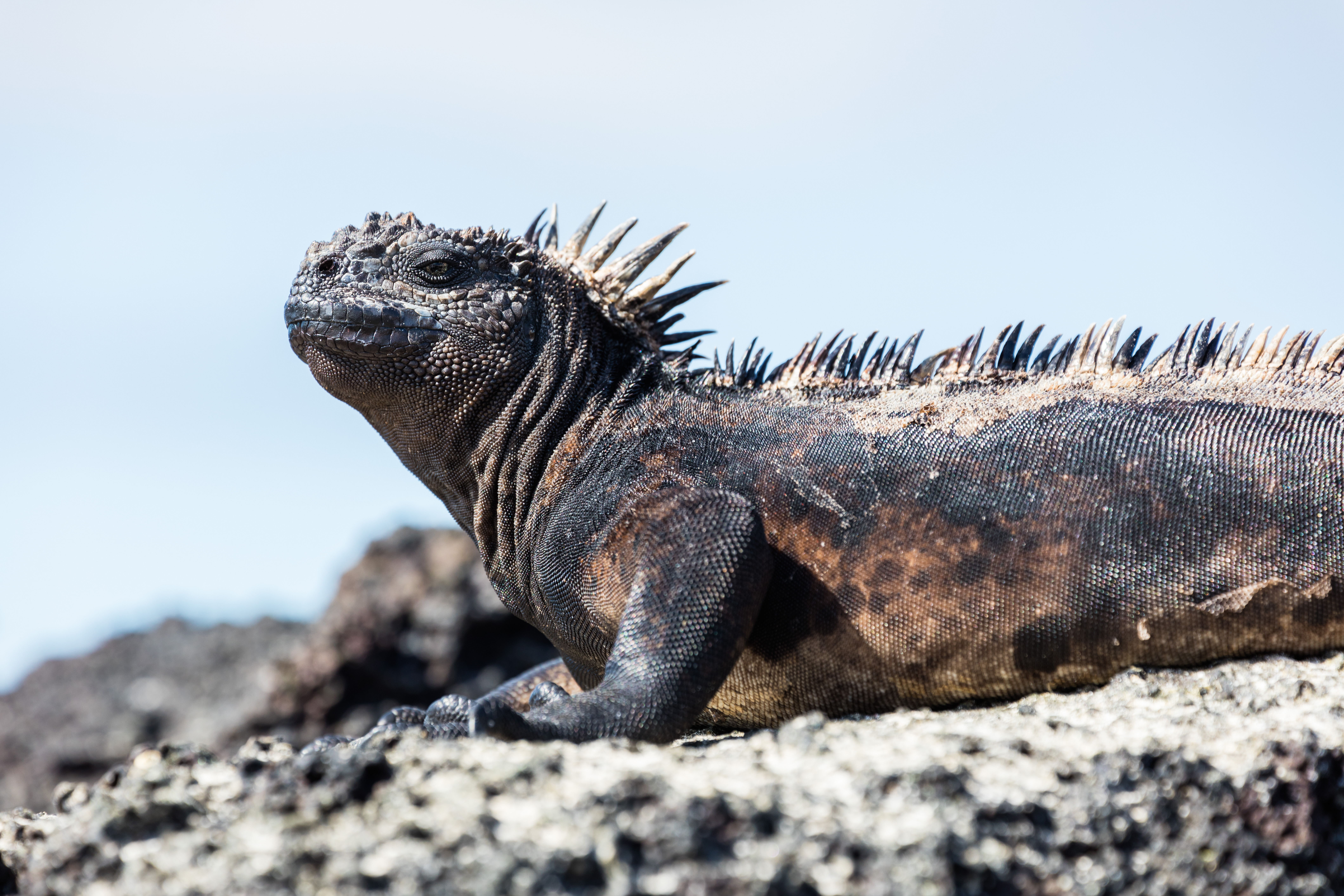
Dettaglio di una testa di iguana
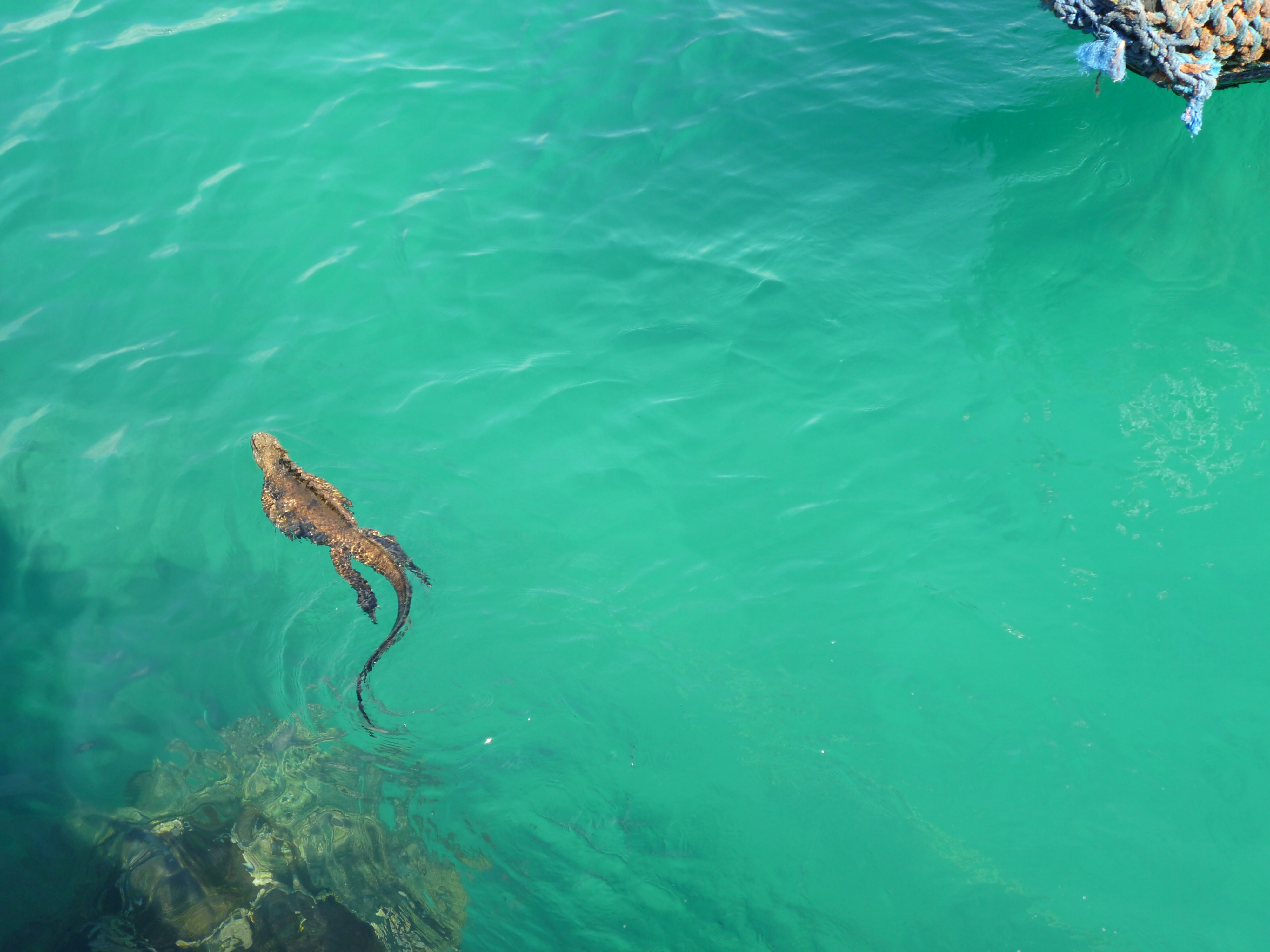
Iguane marine, isola Santa Cruz, Galápagos
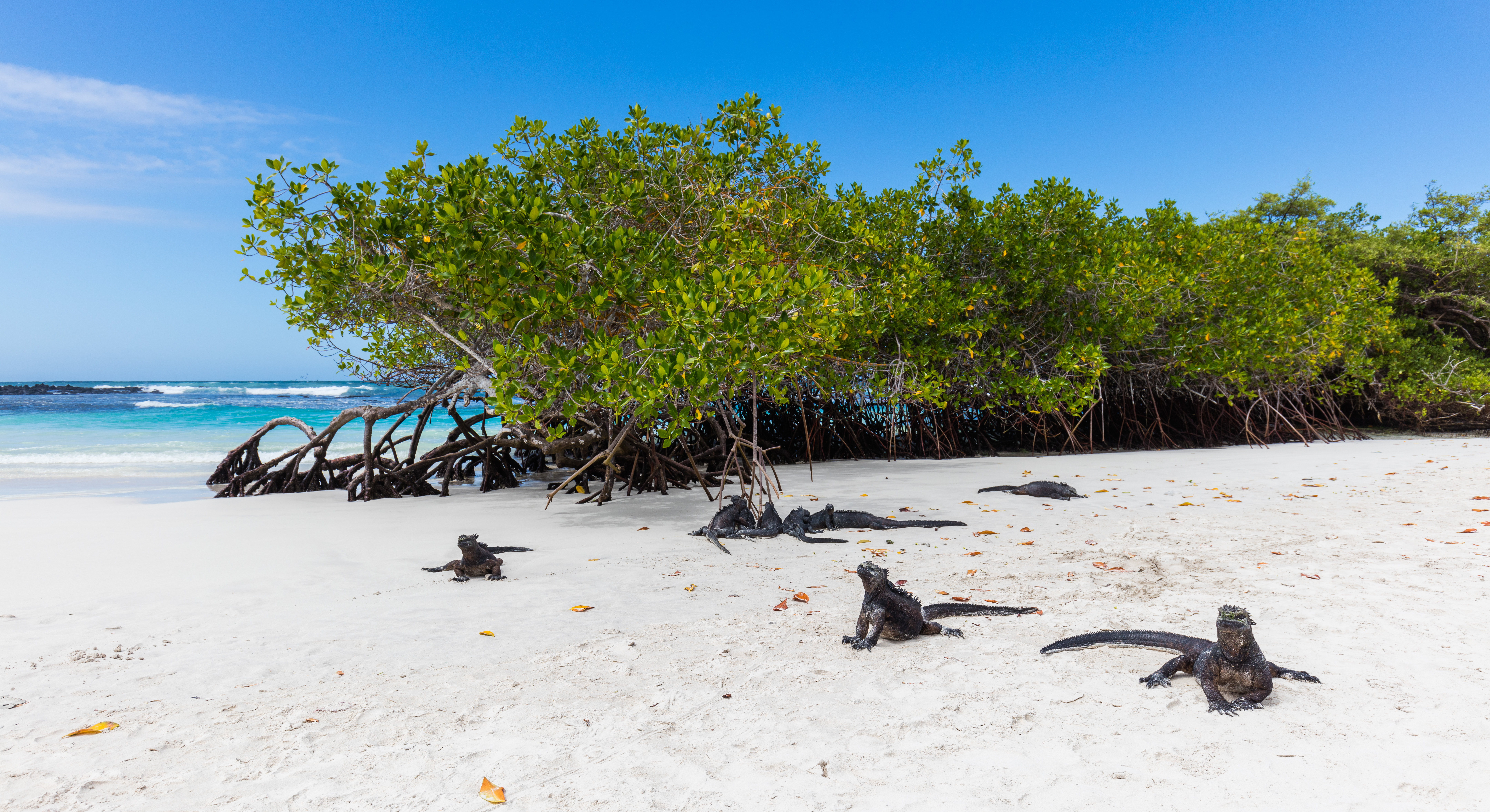
(Amblyrhynchus cristatus) Bahía Tortuga